# Єврейська музика
Єврейська музика — побутова, світська і культова музика єврейської діаспори, a також творчість композиторів-євреїв, які пишуть на основі єврейського музичного фольклору. За Старим Завітом жоден особливий випадок у євреїв не обходився без музики. У Єрусалимському храмі звучала музика. Левіти грали на музичних інструментах. Про це згадується у багатьох псалмах. Коли євреї були змушені (кінець I ст.) частково покинути Ерец Ісраель («Земля Ізраїля»), то вони взяли з собою також і свою музичну традицію. Із часом почався вплив єврейської музики на музику тих країн, де євреї оселилися і звичайно, що місцева музика також впливала на розвиток музики євреїв. Цей розвиток визначався історичними умовами життя і побуту євреїв. Він увібрав вплив багатьох музичних культур: іранської, арабської, народів Кавказу, європейських країн.
Приблизно від середньовіччя починається інтенсивне проникнення єврейських тем у християнську музику (напр. твори Г. Шютца, да Палестрини чи О. ді Лассо). У той самий час у традиційній синагогальній музиці з'являються твори, написані у європейській манері (С. Россі).
У новий час, коли євреї отримали у багатьох країнах Європи повні громадянські права, у деяких країнах (напр. Німеччина, Австрія) з'являються композитори, які не були євреями, але писали музику для синагоги (напр. Ф. Шуберт, Псалом 92). У той самий час і серед єврейських музикантів є автори, що пишуть синагогальну музику у європейському стилі (І. Оффенбах, батько Ж. Оффенбаха, С. Зульцер, Л. Левандовський, С. Наумбург). Окрім того, ще від XVI–XVII століть відокремлюються так звані «Клезмер» або «Клезморім» (іврит): народні музиканти, що грають на святах, весіллях тощо. Як правило такі ансамблі складаються з 3–5 музикантів (скрипка, барабан, цимбали, контрабас). Клезмери грають веселі мелодії, нігуни (класичні наспіви). Ця музика відрізняється багатством мелодійної орнаментики, насичена специфічною ритмікою, що несе в собі відгомін мовних інтонацій усної традиції речитативного виконання уривків з Танаху (так звана юбілляція), повних напруженої, екстатичної емоційності.